# Anta Dhura Pass
Anta Dhura Pass är ett bergspass i Indien.   Det ligger i distriktet Pithorāgarh och delstaten Uttarakhand, i den norra delen av landet, 400 km nordost om huvudstaden New Delhi. Anta Dhura Pass ligger 5 390 meter över havet.
Terrängen runt Anta Dhura Pass är bergig åt sydväst, men åt nordost är den kuperad. Runt Anta Dhura Pass är det glesbefolkat, med 19 invånare per kvadratkilometer. Trakten runt Anta Dhura Pass är permanent täckt av is och snö.